# Washington (Virginia)
Washington es un pueblo situado en el condado de Rappahannock, Virginia  (Estados Unidos). Según el censo de 2010 tenía una población de 135 habitantes.

## Demografía
Según el censo del 2000, Washington tenía 183 habitantes, 88 viviendas, y 49 familias. La densidad de población era de 271,8 habitantes por km².
De las 88 viviendas en un 15,9%  vivían niños de menos de 18 años, en un 47,7%  vivían parejas casadas, en un 4,5% mujeres solteras, y en un 44,3% no eran unidades familiares. En el 36,4% de las viviendas  vivían personas solas el 8% de las cuales correspondía a personas de 65 años o más que vivían solas. El número medio de personas viviendo en cada vivienda era de 2,08 y el número medio de personas que vivían en cada familia era de 2,69.
Por edades la población se repartía de la siguiente manera: un 14,2% tenía menos de 18 años, un 7,1% entre 18 y 24, un 21,3% entre 25 y 44, un 37,7% de 45 a 60 y un 19,7% 65 años o más.
La edad media era de 50 años.  Por cada 100 mujeres de 18 o más años  había 68,8 hombres.
La renta media por vivienda era de 53.125$ y la renta media por familia de 61.250$. Los hombres tenían una renta media de 40.417$ mientras que las mujeres 19.063$. La renta per cápita de la población era de 29.265$. En torno al 5,8% de las familias y el 11,2% de la población estaban por debajo del umbral de pobreza.

## Localidades adyacentes
El siguiente diagrama muestra a las localidades más próximas a Washington.